# Jean-Baptiste Rolland (boxe anglaise)
Pour les articles homonymes, voir Rolland.
Cet article concerne un boxeur français. Pour l'imprimeur, libraire, homme d'affaires et politicien canadien, voir Jean-Baptiste Rolland.
Jean-Baptiste Rolland, né le 23 avril 1937 à Caen et mort dans cette ville le 1er décembre 2018, est un boxeur français, champion de France de boxe en 1962 (poids welters), 1966 et 1967 (poids super-welters). 
Il affronte notamment Sugar Ray Robinson en 1964 au Stade Hélitas à Caen (défaite).
La salle de boxe de l'Union sportive des cheminots caennais (USCC) porte son nom.